# Hysen Pulaku
Hysen Pulaku (Elbasan, 8 december 1992) is een Albanees gewichtheffer, actief in de klasse van de middengewichten (klasse tot 77 kg).
Pulaku was geselecteerd voor de Olympische Spelen in Londen. Tijdens een dopingtest op 23 juli 2012, amper een week voor de start van de Olympische Spelen, werd hij echter betrapt op het gebruik van de anabole steroïde stanozolol. Pulaku werd met onmiddellijke ingang van de Olympische spelen uitgesloten.

## Belangrijkste resultaten
Middengewichten (- 77 kg)
- 2011:  Junioren-EK – 330 kg
- 2011: 7e WK – 341 kg
- 2012: 5e EK – 336 kg